# Cluster (musica)

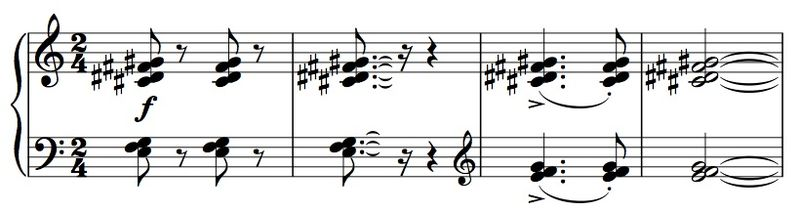
Esempio di cluster sul pianoforte. I cluster nel rigo superiore, Do♯ Re♯ Fa♯ Sol♯, sono suonati da quattro tasti neri adiacenti. Le ultime due battute, suonate con le mani sovrapposte, formano un ammasso più denso.

Un cluster di note, o più spesso semplicemente cluster, è un accordo musicale che comprende almeno tre note adiacenti in una scala. I cluster prototipici sono basati sulla scala cromatica e sono separati da semitoni. Ad esempio, tre tasti adiacenti di un pianoforte (come Do, Do♯ e Re) premuti simultaneamente producono un cluster. Varianti del cluster includono accordi comprendenti note adiacenti separate diatonicamente, pentatonicamente o microtonalmente. Nel pianoforte, tali cluster spesso implicano la pressione simultanea di tasti bianchi o neri vicini.
I primi anni del XX secolo videro i cluster di note elevati a ruoli centrali nelle opere pionieristiche degli artisti ragtime Jelly Roll Morton e Scott Joplin. Negli anni 1910, due compositori e pianisti avanguardisti, Leo Ornstein e Henry Cowell, furono riconosciuti come i primi importanti esploratori della tecnica. Durante lo stesso periodo, Charles Ives li impiegò in diverse composizioni che non furono eseguite pubblicamente fino alla fine degli anni '20 o '30. Compositori come Béla Bartók e, in seguito, Lou Harrison e Karlheinz Stockhausen divennero i fautori dei cluster, che sono presenti nel lavoro di molti compositori del XX e del XXI secolo. I cluster svolgono un ruolo significativo anche nel lavoro di musicisti "Free jazz" come Cecil Taylor e Matthew Shipp.
Nella maggior parte della musica occidentale, i cluster tendono ad essere percepiti come dissonanti. Possono essere eseguiti in quasi tutti i singoli strumenti su cui sia possibile suonare tre o più note contemporaneamente, così come dalla maggior parte dei gruppi di strumenti o voci. Gli strumenti a tastiera sono particolarmente adatti all'esecuzione di cluster perché è relativamente facile suonare più note contemporaneamente su di essi.

## Teoria musicale e classificazione

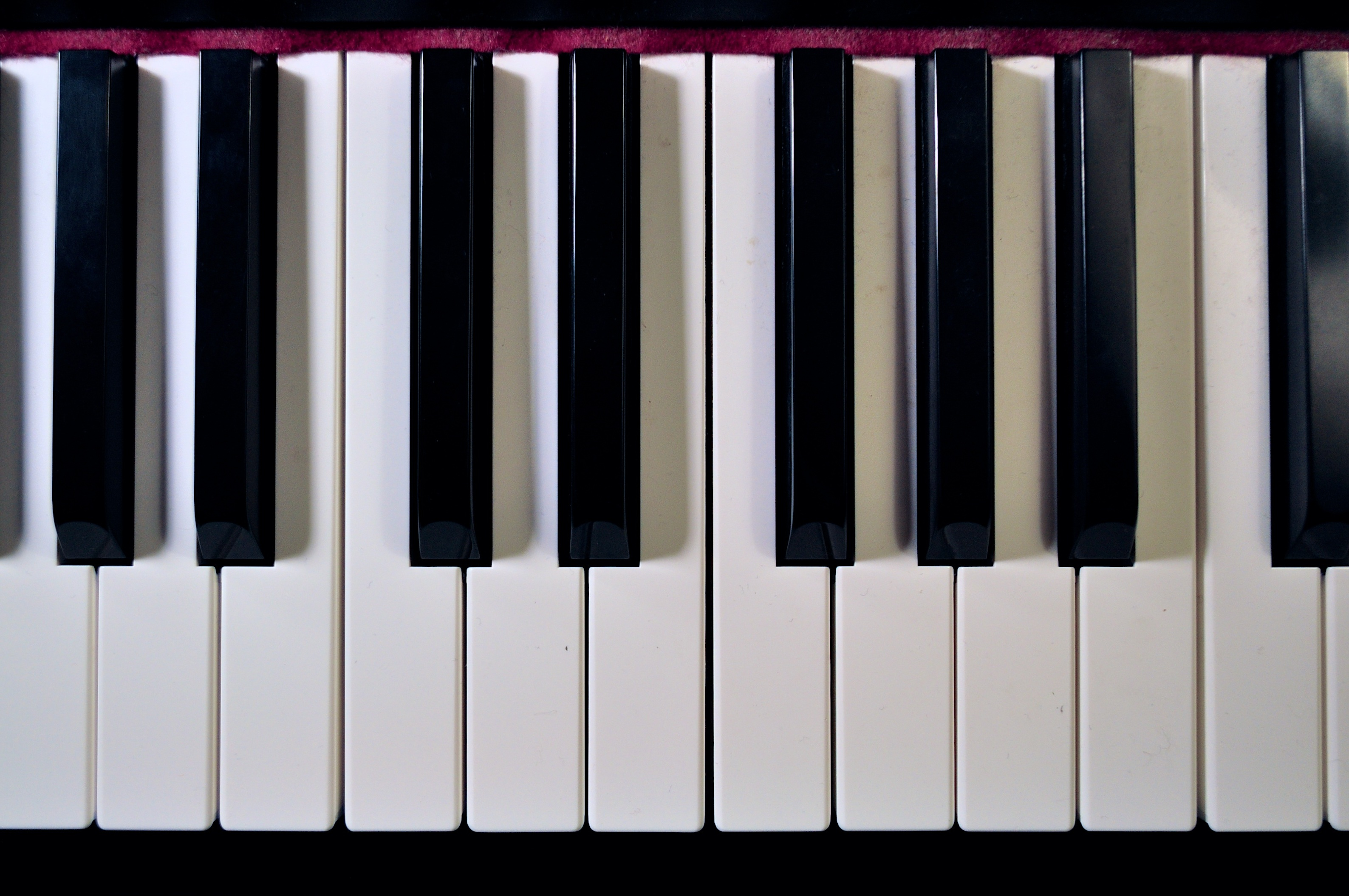
La tastiera moderna è progettata per suonare una scala diatonica sui tasti bianchi e una scala pentatonica sui tasti neri. Le scale cromatiche coinvolgono entrambi. Tre tasti immediatamente adiacenti producono un cluster cromatico elementare.

I cluster prototipici sono accordi di tre o più note adiacenti su una scala cromatica, cioè tre o più classi di frequenze separate ciascuna solo da un semitono. Anche accordi di tre note adiacenti secondo una scala diatonica o pentatonica sono, strettamente parlando, cluster di note. Tuttavia, questi accordi implicano intervalli tra le note vicine superiori a un semitono. Questo può essere facilmente visto su una tastiera, dove la nota di ciascun tasto è separata dal successivo di un semitono (visualizzando i tasti neri come estesi al bordo della tastiera): la scala diatonica, riproducibile ad esempio sui tasti bianchi, contiene solo due intervalli di semitoni; i restanti sono toni interi. Nelle tradizioni musicali occidentali, la scala pentatonica, riproducibile ad esempio sui tasti neri, è costruita da intervalli più grandi di un semitono. I commentatori tendono quindi a identificare accordi di note adiacenti diatonici e pentatonici come "cluster" solo quando consistono in quattro o più note successive nella scala. Nella musica classica occidentale, tutti i cluster sono classificabili come accordi "secondali", cioè costruiti da intervalli di seconda minore (semitono), seconda maggiore (due semitoni) e, nel caso di cluster pentatonici, anche seconda aumentata (tre semitoni). Anche accordi di classi di frequenze microtonali adiacenti costituiscono dei cluster.

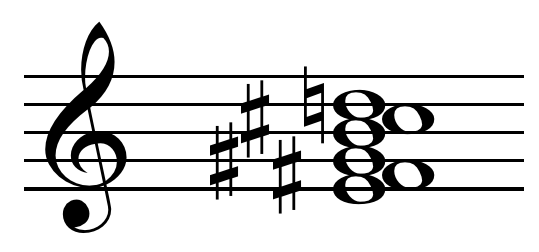
Un accordo di tredicesima collassato in un'ottava risulta essere un cluster dissonante.

Nei cluster, le note vengono tutte suonate contemporaneamente, distinguendole da figure ornamentali che coinvolgono acciaccature e simili. Il loro effetto tende anche ad essere diverso: dove l'ornamentazione è usata per attirare l'attenzione sull'armonia o sulla relazione tra armonia e melodia, i cluster sono per la maggior parte impiegati come suoni con significato a sé stante. Mentre, per definizione, le note che formano un cluster devono suonare allo stesso tempo, non è necessario che tutti debbano iniziare a suonare nello stesso momento. Ad esempio, in Epitaph for Moonlight (1968) di R. Murray Schafer, un cluster è costruito dividendo ciascuna sezione del coro (soprano / alto / tenore / basso) in quattro parti. Ognuna delle sedici parti entra separatamente, canticchiando una nota di un semitono inferiore alla precedente, fino a quando tutti e 16 stanno contribuendo al cluster.
I cluster sono stati generalmente considerati come trame musicali dissonanti e talvolta semplicemente definiti come tali. Come notato da Alan Belkin, tuttavia, il timbro strumentale può avere un impatto significativo sui loro effetti: "I cluster sono piuttosto aggressivi sull'organo, ma si ammorbidiscono enormemente quando suonati dagli archi (forse perché lievi, continue fluttuazioni di tono nel secondo forniscono una qualche mobilità interna). "Nel suo primo lavoro pubblicato sull'argomento, Henry Cowell ha osservato che un cluster è "più piacevole" e "accettabile per l'orecchio se i suoi limiti esterni formano un intervallo consonante". Cowell spiega, "la spaziatura naturale delle cosiddette dissonanze è di intervalli di seconda, come nella serie di armonici, piuttosto che di settima e nona... I gruppi composti da seconde possono suonare eufonici, specialmente se suonati insieme a note dell'accordo fondamentale prese dalla parte inferiore della stessa serie di armoniche; ciò le fonde insieme e le spiega all'orecchio". I cluster sono stati paragonati anche al rumore. Come dice Mauricio Kagel, "i cluster sono stati generalmente usati come una sorta di anti-armonia, come transizione tra suono e rumore". I cluster si prestano quindi anche a un uso percussivo. Storicamente, a volte venivano discussi con un pizzico di disprezzo. Un libro di testo del 1969 definisce il cluster di note come "un grumo di note extra-armoniche".  

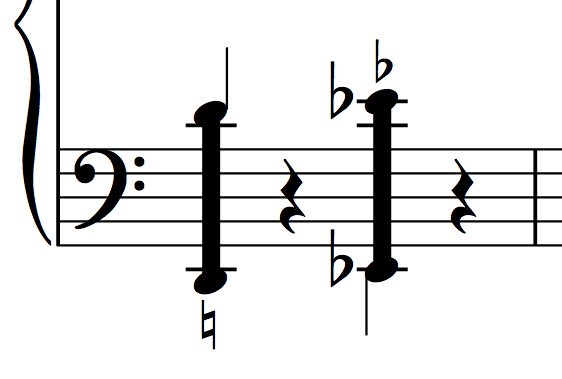
Un esempio della notazione di Henry Cowell per un cluster di note sul pianoforte.

## Notazione ed esecuzione
Nel suo pezzo del 1917 The Tides of Manaunaun, Cowell introdusse una nuova notazione per i cluster sul pianoforte e su altri strumenti a tastiera. In questa notazione, sono rappresentate solo le note agli estremi del cluster, collegate da una singola riga o da una coppia di linee. Questa notazione si è poi sviluppata nello stile a barra solida come illustrato a fianco. Il primo accordo, che si estende per due ottave da Re2 a Re4, è un cluster diatonico (formato dai tasti bianchi), indicato col bequadro sotto il rigo. Il secondo è un cluster pentatonico (formato dai tasti neri), indicato col bemolle; sarebbe necessario un diesis nel caso in cui le note agli estremi del cluster fossero indicate con dei diesis. Un cluster cromatico, formato dai tasti bianchi e neri insieme, viene indicato secondo questo metodo con una barra piena senza alcun segno addizionale. Nel comporre i cluster ampi e densi, nel suo lavoro per organo, Volumina nei primi anni '60, György Ligeti, usando la notazione grafica, bloccò in intere sezioni della tastiera.
L'esecuzione dei cluster sulle tastiere è normalmente considerata una "tecnica estesa": i grandi cluster richiedono modi di suonare insoliti che spesso coinvolgono il pugno, il palmo della mano o l'avambraccio. Thelonious Monk e Karlheinz Stockhausen eseguivano i cluster con i loro gomiti; Stockhausen ha sviluppato un metodo per suonare glissandi di cluster con guanti speciali. Don Pullen suonava i glissandi di cluster spostando il dorso delle mani sulla tastiera. A volte vengono impiegati oggetti di varia dimensione, come nella Concord Sonata (1904-19) di Charles Ives; questi possono essere appesantiti per eseguire cluster di lunga durata. Molte delle partiture di Lou Harrison richiedono l'uso di una cosiddetta "sbarra di ottava", costruita appositamente per facilitare l'esecuzione dei glissandi di cluster più veloci.

## Utilizzi nella musica occidentale

### Prima del 1900
Il primo esempio di cluster in una composizione musicale occidentale finora identificato è nel movimento Allegro di Battalia à 10 per orchestra d'archi di Heinrich Biber (1673), che impiega diversi cluster diatonici. Un cluster diatonico orchestrale si verifica anche nella rappresentazione del caos nell'apertura del balletto Les Elémens di Jean-Féry Rebel del 1737-38. Nel successivo secolo e mezzo, si possono incontrare alcune altre occorrenze, per non più di un'istanza fugace della forma, come per esempio nelle due battute conclusive della "Loure" dalla Suite francese n. 5 di J.S. Bach:

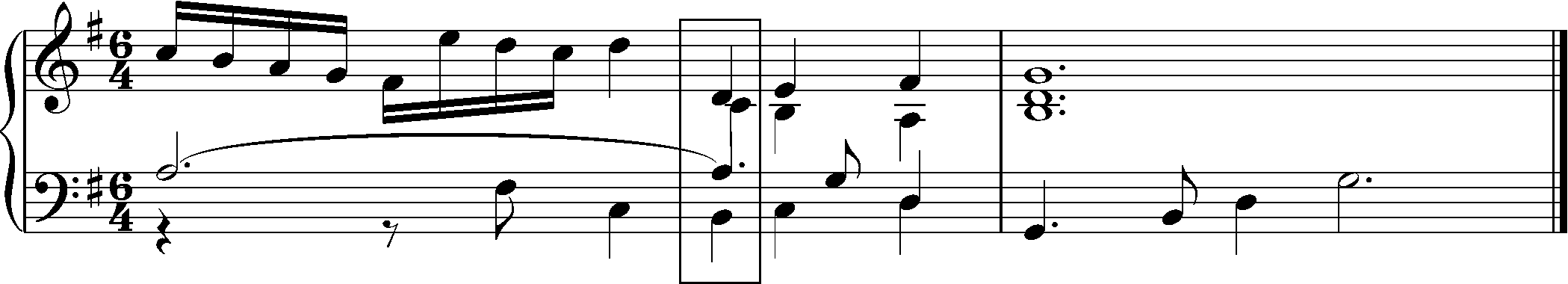
Loure di Bach, Suite francese n. 5, battute conclusive

o le collisioni che risultano dall'interazione di più linee "bloccate insieme in ritardi" nell'Offerta musicale di Bach:

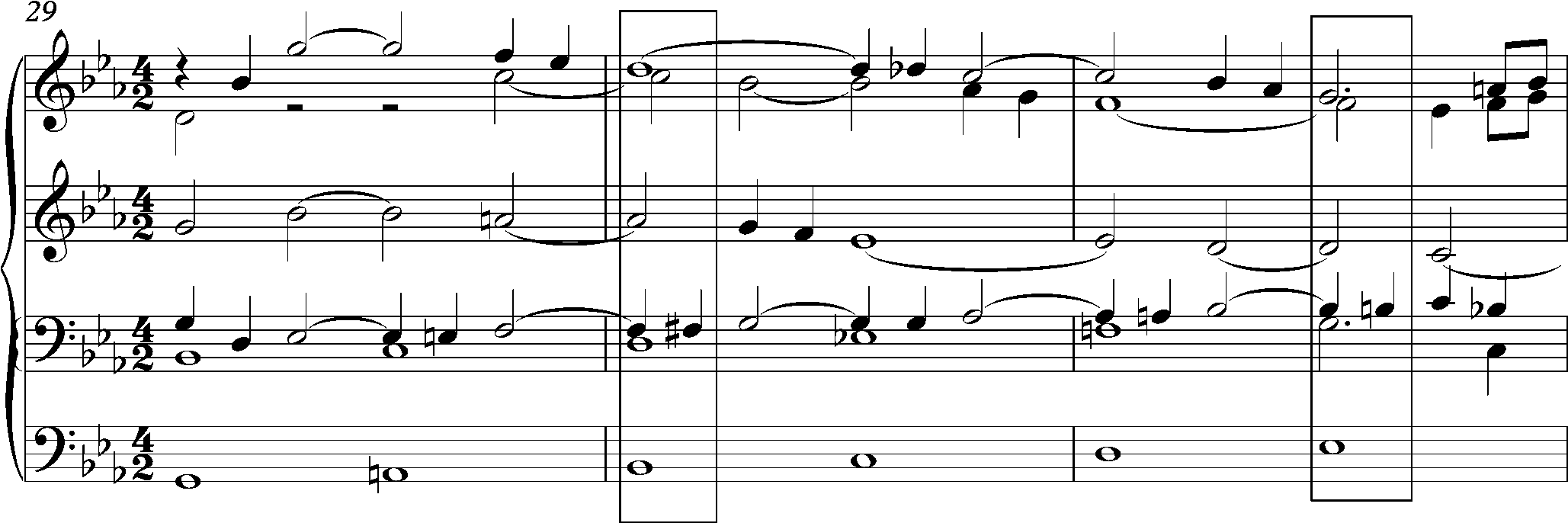
J.S. Bach, Ricercare a 6 dell'Offerta musicale, battute 29-31

Nelle sonate per tastiera di Domenico Scarlatti (1685-1757), troviamo un uso più audace e idiosincratico dei cluster. Nel seguente passaggio della Sonata K119 (fine anni 1740), Scarlatti utilizza dissonanze per molte battute:

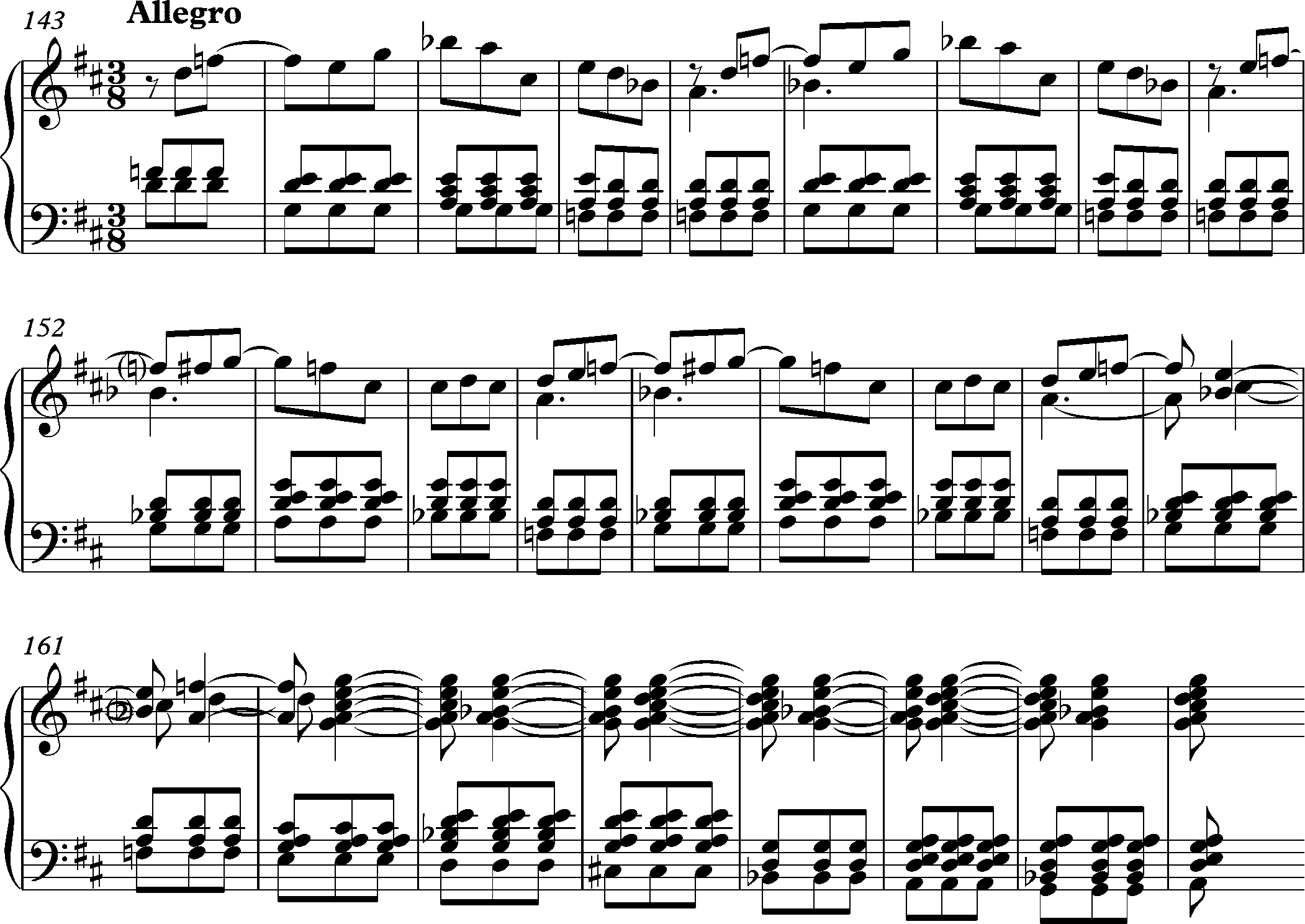
Scarlatti, Sonata per tastiera K119, battute 143-168

Ralph Kirkpatrick afferma che questi accordi "non sono cluster nel senso che sono arbitrari blocchi di dissonanza, né sono necessariamente riempimenti fortuiti di intervalli diatonici o suoni simultanei di note vicine; essi sono espressioni logiche del linguaggio armonico di Scarlatti e manifestazioni organiche della sua struttura tonale". Frederick Neumann descrive la Sonata K175 (1750) come "piena dei famosi cluster di Scarlatti".
Un utilizzo drammatico di un cluster "virtuale" si trova nel Lied Erlkönig di Franz Schubert (1815-21). Un bambino terrorizzato chiama suo padre quando vede un'apparizione del sinistro Erl King (re degli Elfi). L'intonazione dissonante dell'accordo di dominante con nona minore (Do7♭9) è particolarmente efficace nel sottolineare il dramma e il senso di minaccia.   

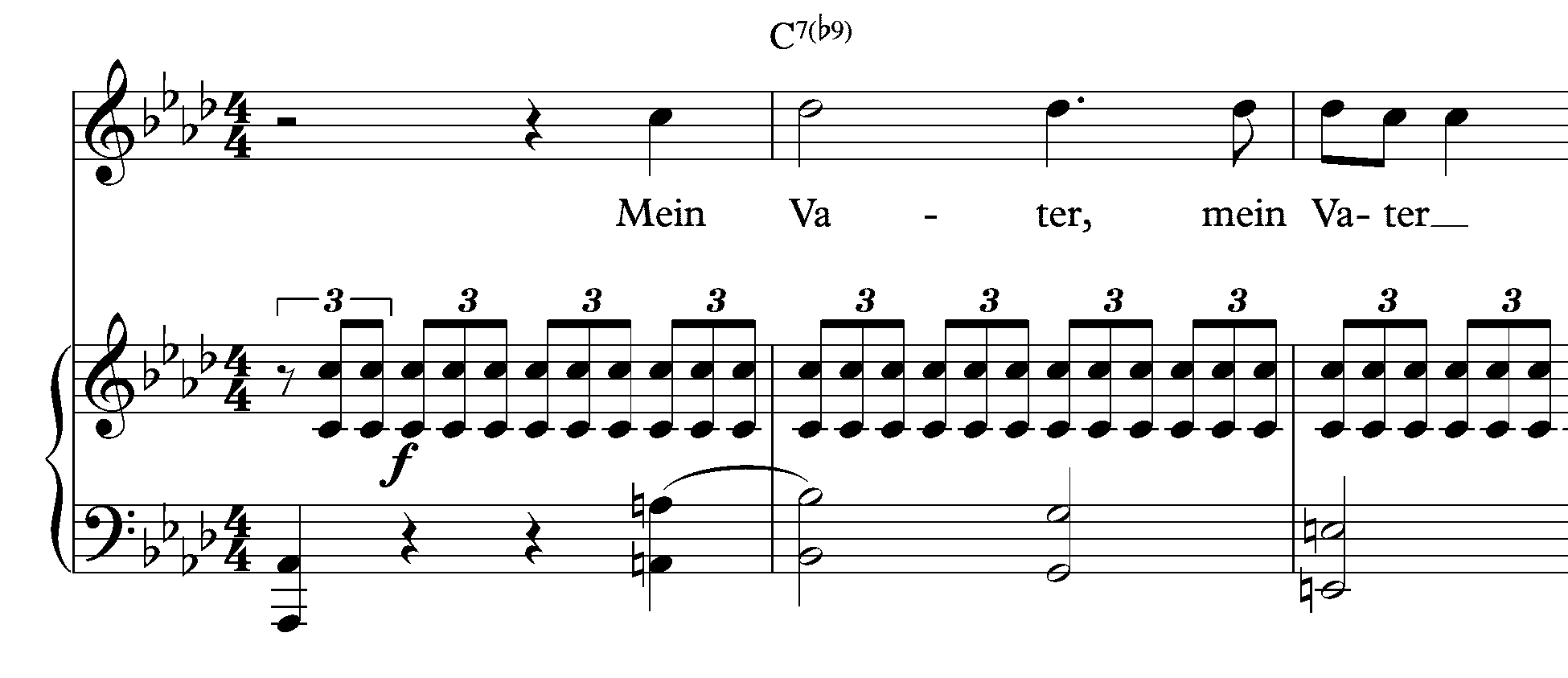
Estratto dall'"Erlkönig" di Schubert

Scrivendo di questo passaggio, Taruskin (2010, p.149) commenta il "livello senza precedenti di dissonanza all'urlo del ragazzo. La voce ha la nona, posta sopra, e la mano sinistra ha la settima, posta sotto. Il risultato è un "cluster" virtuale. La logica armonica di queste progressioni, all'interno delle regole compositive che a Schubert sono state insegnate, può certamente essere mostrata. Questa logica, tuttavia, non è ciò che attrae così fortemente l'immaginazione dell'ascoltatore; piuttosto è l'impressione calcolata di uno sfogo".
C'è anche il pezzo per pianoforte solo La battaglia di Manassas, scritto nel 1861 da "Blind Tom" Bethune e pubblicato nel 1866. La partitura istruisce il pianista a rappresentare il fuoco di cannone in vari punti colpendo "con il palmo della mano più note possibili, e con tutta la forza possibile, nel registro basso del piano". Nel 1887, Giuseppe Verdi divenne il primo compositore di spicco della tradizione occidentale a scrivere un cluster cromatico inconfondibile: la musica tempestosa con cui l'Otello inizia include un cluster all'organo (Do, Do♯, Re) che ha anche la durata più lunga di qualsiasi altra trama musicale celebre. In ogni caso, fu solo nel secondo decennio del ventesimo secolo che i cluster assunsero un ruolo riconosciuto nella musica classica occidentale.

### Nella musica classica dei primi anni del 1900
"Intorno al 1910", scrive Harold C. Schonberg, "Percy Grainger stava creando trambusto con i quasi-cluster in lavori come il suo Gumsuckers March." Nel 1911 fu pubblicata quella che sembra essere la prima composizione classica a integrare scrupolosamente dei veri e propri cluster: Tintamarre (Il clangore delle campane), del compositore canadese J. Humfrey Anger (1862-1913).  

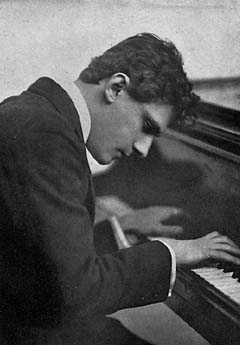
Leo Ornstein è stato il primo compositore ad essere ampiamente conosciuto per l'uso di cluster, sebbene il termine stesso non fosse ancora usato per descrivere l'aspetto radicale del suo lavoro.

Nel giro di pochi anni, il compositore e pianista radicale Leo Ornstein divenne una delle figure più famose della musica classica su entrambe le sponde dell'Atlantico per le sue esibizioni avanguardistiche. Nel 1914 Ornstein esordì con diverse composizioni per pianoforte solo: Wild Men's Dance (nota anche come Danse Sauvage , 1913-14 circa), Impressions of the Thames (circa 1913-14) e Impressions of Notre Dame (circa 1913-14) sono stati i primi lavori a esplorare a fondo i cluster che siano stati mai ascoltati da un pubblico rilevante. La Wild Men's Dance, in particolare, è composta quasi interamente di cluster. Nel 1918, il critico Charles L. Buchanan descrisse l'innovazione di Ornstein: "[Lui] ci dà masse di aspre, dure dissonanze, accordi che comprendono da otto a una dozzina di note composte da semitoni ammucchiati uno sull'altro".
I cluster cominciarono ad apparire più frequentemente anche nella musica europea. L'uso che ne fece Isaac Albéniz in Iberia (1905-8) potrebbe aver influenzato la successiva scrittura pianistica di Gabriel Fauré. Joseph Horowitz ha suggerito che i "cluster stellari dissonanti" nel suo terzo e quarto libro fossero particolarmente interessanti per Olivier Messiaen, che chiamò Iberia "la meraviglia del pianoforte". La colonna sonora di Thomas de Hartmann per lo spettacolo teatrale di Wassily Kandinsky, Il suono giallo (1909), impiega un cluster cromatico in due punti culminanti. I quattro pezzi di Alban Berg per clarinetto e pianoforte (1913) richiedono cluster insieme ad altre tecniche estese. Il Preludio per pianoforte di Claude Debussy "La Cathédrale Engloutie" fa un uso eccezionale dei cluster per evocare il suono di "rintocchi di campane - con così tante seconde maggiori aggiunte che potremmo chiamare questa armonia pan-diatonica":

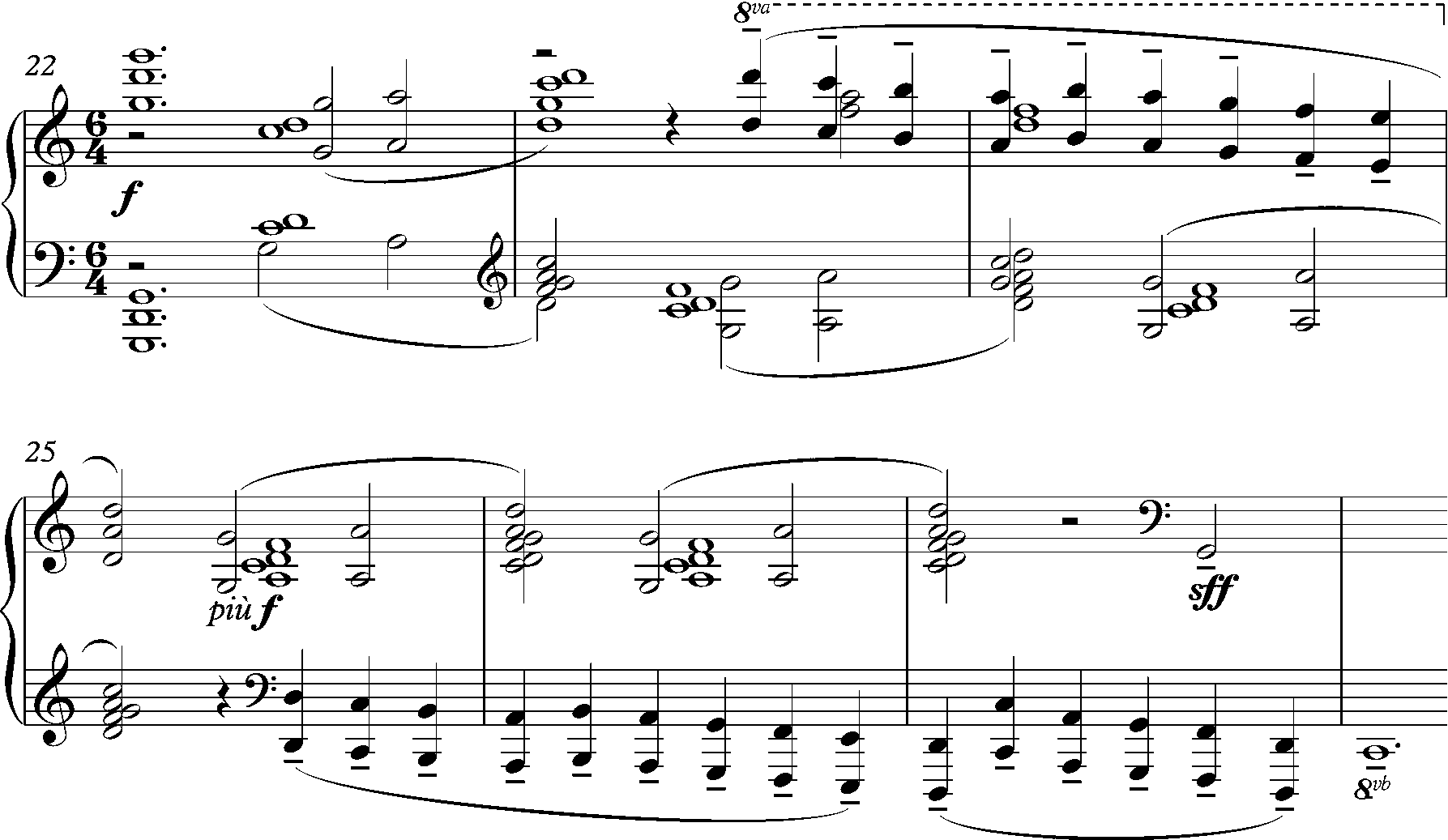
Debussy, "La Cathédrale Engloutie", battute 22-28

Nel suo preludio per pianoforte del 1913 "General Lavine - Excentric", uno dei primi pezzi ad essere influenzato dagli stili popolari americani neri (il Cakewalk) Debussy presenta cluster abrasivi alla conclusione del seguente passaggio:

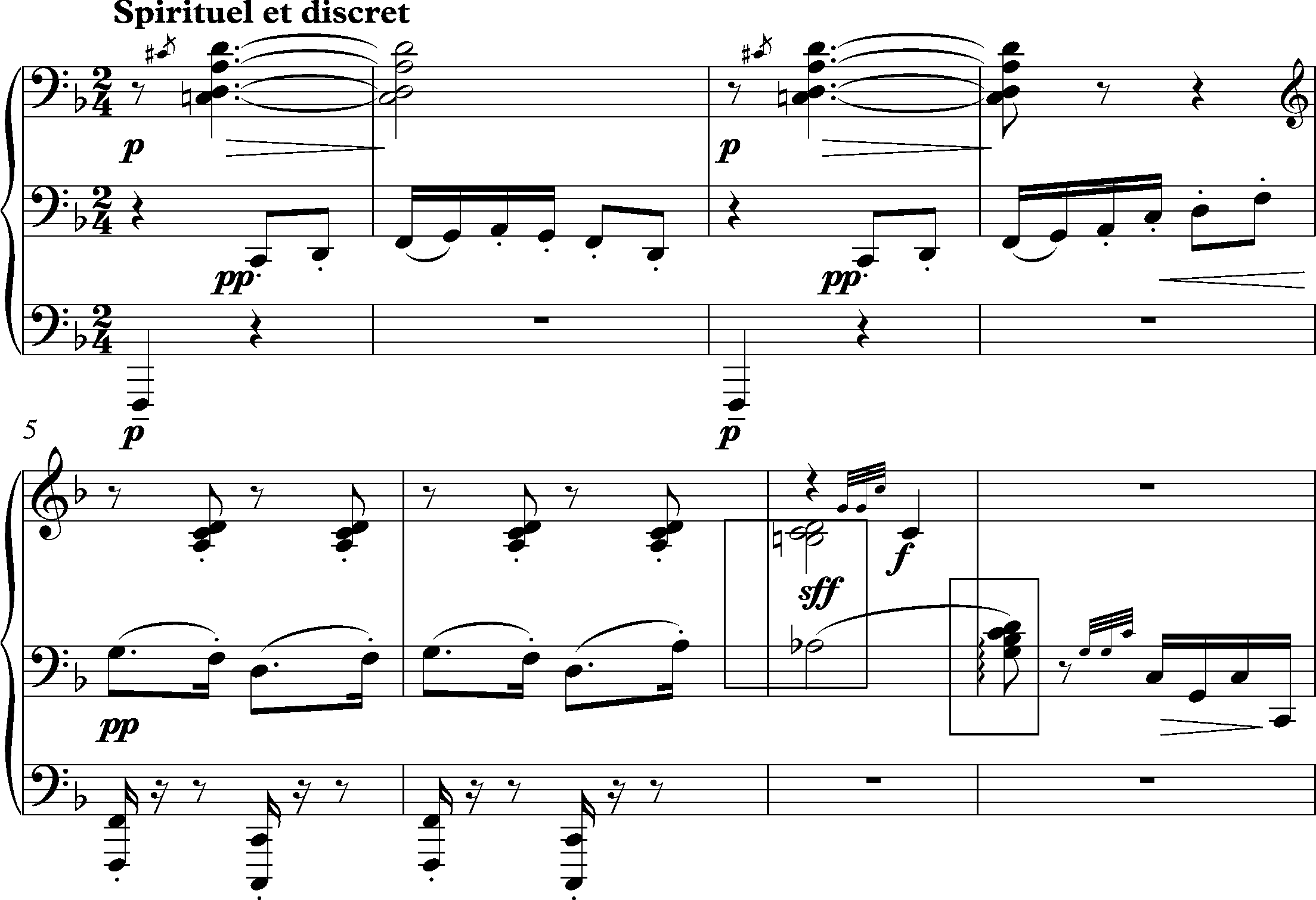
Debussy, "Generale Lavine" - Excentric, battute 11-18

Nel suo arrangiamento per pianoforte solista del 1915 delle sue Six Epigraphes Antiques (1914), Debussy include dei cluster nel quinto brano:

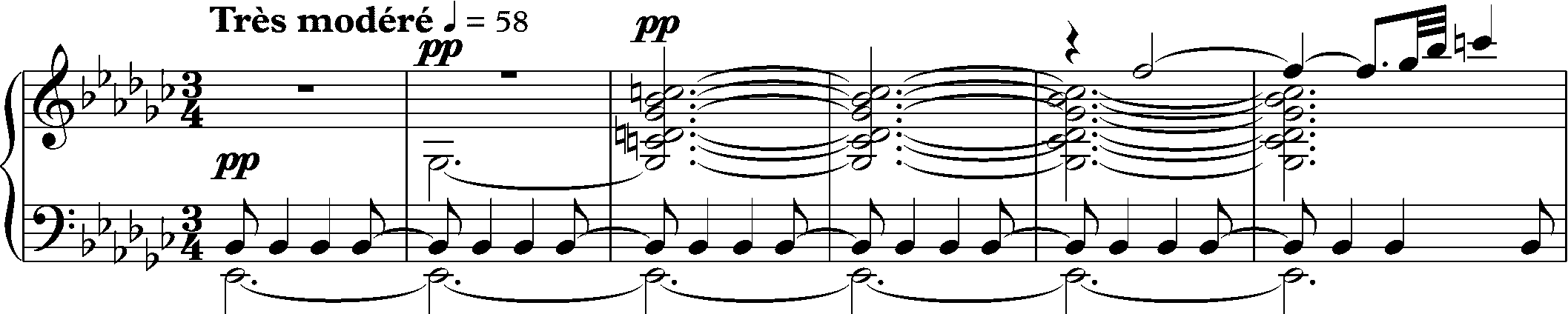
Debussy, Pour l'Egyptienne di 6 Epigraphes Antiques (versione per pianoforte solista)

Esiste infine un classico esempio di uso di cluster in una canzone leggera degli anni 60, dovuto all'arrangiatore del brano Ennio Morricone. La canzone è Sapore di sale di Gino Paoli.

## Utilizzi nella musica orientale
Nel tradizionale gagaku giapponese, la musica della corte imperiale, un cluster eseguito su uno shō (un tipo di organo a bocca) viene generalmente impiegato come matrice armonica. Yoritsune Matsudaira, attivo dalla fine degli anni 1920 ai primi anni 2000, ha fuso le armonie e le tonalità di gagaku con le tecniche occidentali dell'avanguardia. Gran parte del suo lavoro è basato sulle dieci formazioni di cluster tradizionali dello shō. Il Pacifika Rondo di Lou Harrison, che mescola strumentazione e stili orientali e occidentali, rispecchia l'approccio gagaku: i cluster sostenuti nell'organo emulano il suono e la funzione dello shō. Lo shō ispirò anche Benjamin Britten a creare la trama strumentale della sua parabola drammatica del 1964, Curlew River. Il suo suono pervade gli accordi di cluster, tipicamente sostenuti, suonati su un organo da camera. La corte coreana tradizionale e la musica aristocratica impiegano passaggi di ornamenti simultanei su più strumenti, creando cluster dissonanti; questa tecnica si riflette nel lavoro del compositore coreano-tedesco del ventesimo secolo, Isang Yun.
Diversi strumenti ad ancia dell'Asia orientale, incluso lo shō, sono stati modellati sullo sheng, un antico strumento popolare cinese successivamente incorporato in contesti musicali più formali. Wubaduhesheng, una delle tradizionali formazioni di accordi suonate sullo sheng, coinvolge un gruppo di tre passi. I musicisti folk malesi utilizzano un organo a bocca indigeno che, come lo shō e lo sheng, produce dei cluster. La caratteristica forma musicale suonata sul bin-baja, un tipo di arpa del popolo dei Pardhan dell'India centrale, è stata descritta come un "ostinato ritmico su un cluster di note".